# Турин

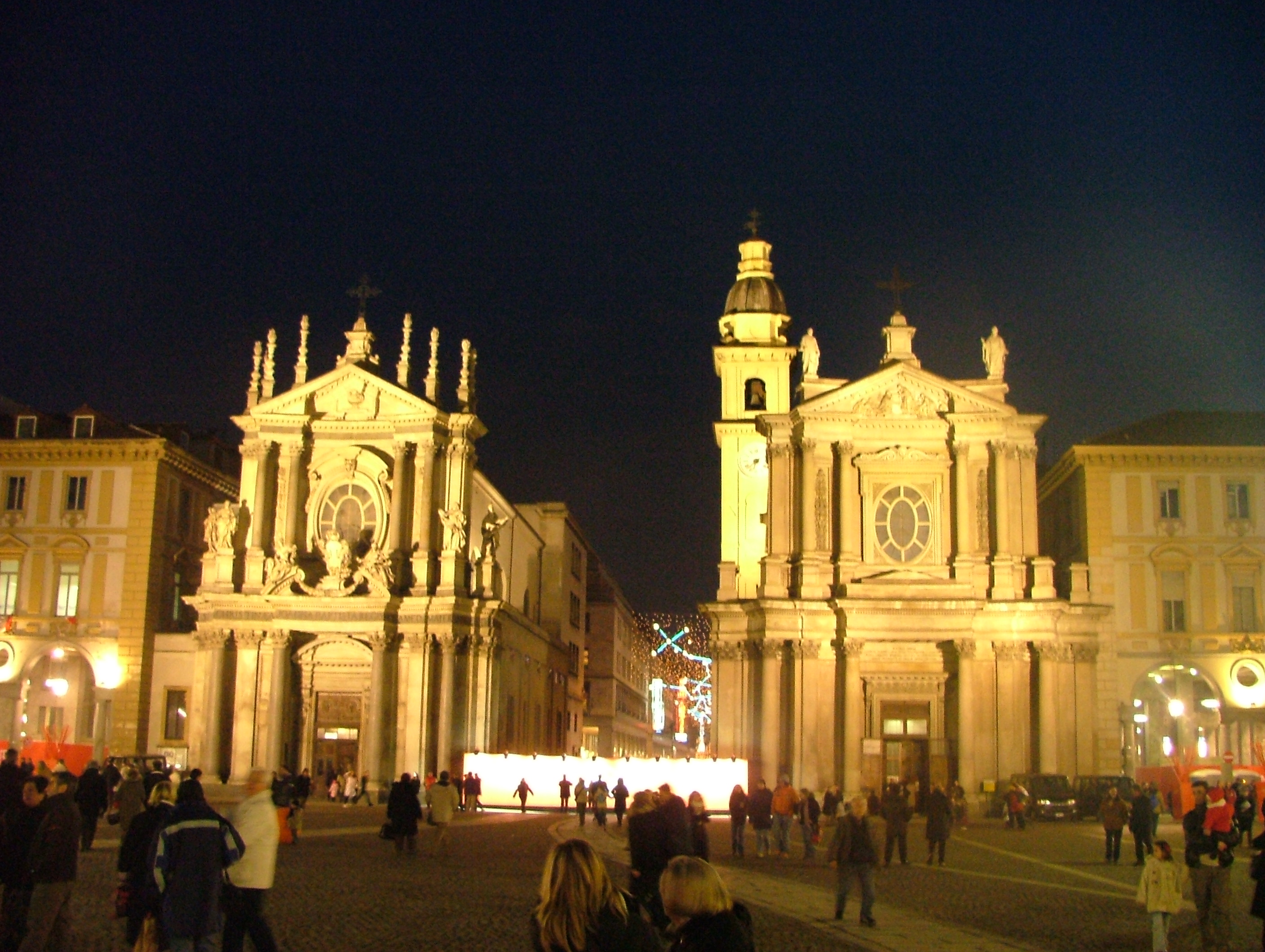
Площа Сан Карло.

Тури́н або Турі́н (італ. Torino; п'єм. Turin) — велике індустріальне місто, діловий та культурний центр на північному заході Італії, столиця області П'ємонт та провінції Турин. Розміщений в Альпах на західному березі річки По.
Населення становить 909 538 осіб (2009), в агломерації проживає 1,7 млн мешканців.

Щорічний фестиваль відбувається 24 червня. Покровитель — Іван Хреститель (San Giovanni Battista). Місто відоме Туринською плащаницею, футбольними клубами «Ювентус» та «Торіно». Тут розташовані головні офіси автомобільних компаній Fiat, Lancia та Alfa Romeo. У 2006 році в Турині відбулися ХХ зимові Олімпійські ігри.

## Історія

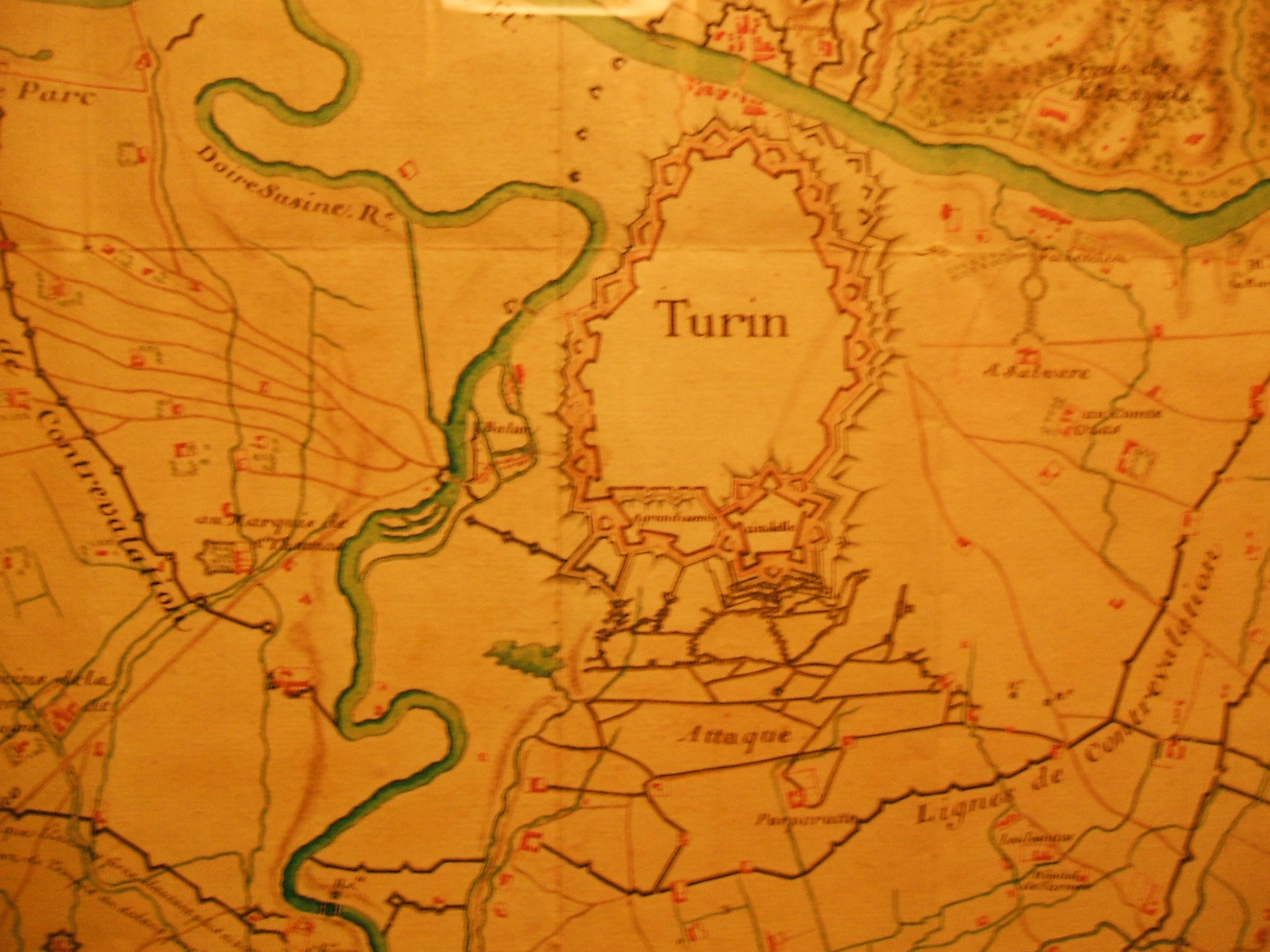
мапа Турину 1706 р.

Назва міста походить від кельтського слова «Тау», яке означає гори. Турин є столицею області П'ємонт, яка славиться своєю прекрасною кухнею і винами. З 1574 року столиця регіону, яким володіла сабаудська династія від XI століття.

### Столичність міста

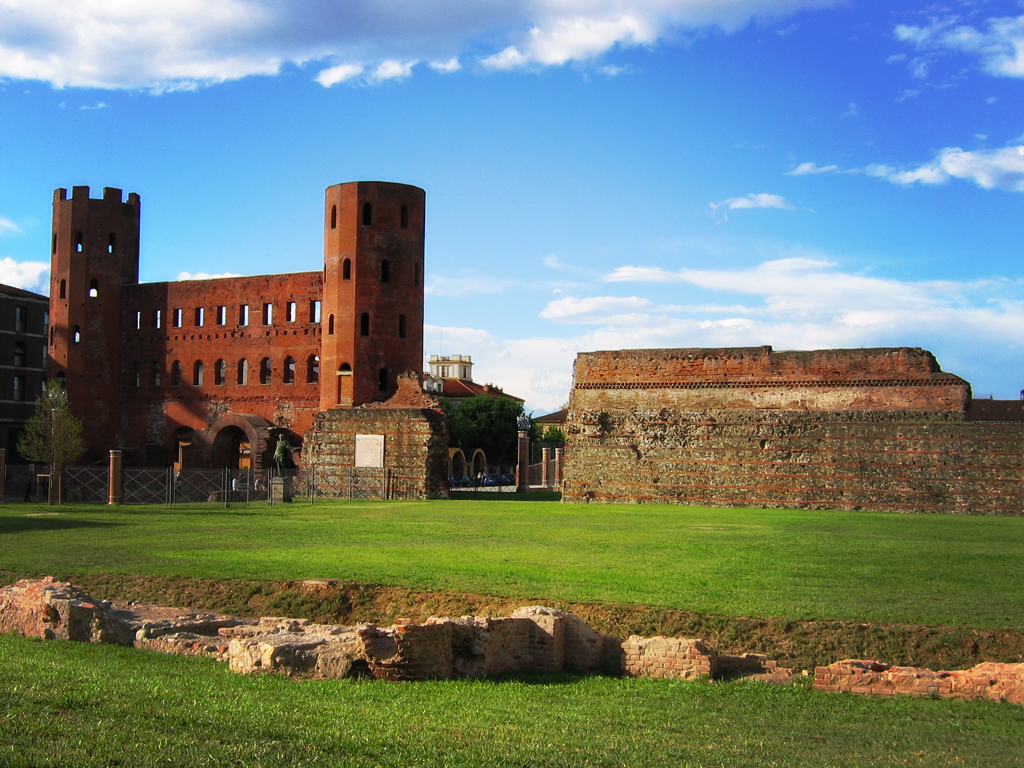
Залишки Палатинської брами доби римлян.

1548 року Турин обрали столицею свого перебування герцоги Савойські, що перебралися сюди з Шамбері. Через декілька десятиліть тут було закладено Королівський палац. Наприкінці 16 століття з Шамбері до нової столиці перевезли Плащаницю, релігійну реліквію, що відома відтепер як Туринська.
Герцог Еммануїл Філіберт відновив Туринський університет, заснований ще 1404 року, але потім ліквідований.

### Столиця Сардинського королівства
Розквіт міста почався у 18 столітті, коли воно стало столицею Сардинського королівства. Новоспечені сардинські королі бажали мати в столиці палаци та площі як у Парижі, і мисливські замки в передмістях. Прикладом слугував Версаль. Але взяли лише ідею (Версальський палац не копіювали, як у німецьких князівствах), а втілення ідеї йшло за власними формами.
Блиск столиці надавали запрошені уславлені митці. Саме тут у Королівському театрі працював драматург Карло Гольдоні. Головним архітектором призначили Філіппо Ювара (1685—1735). Він випрямляв криві вулиці і планував широкі нові, що почало вигідно відрізняти Турин від багатьох хаотично забудованих середньовічних міст Італії. Місто отримало «європейськість», регулярність і стало обов'язковим пунктом для гранд-турів аристократичних мандрівників з Франції й Англії.
За декілька кілометрів від міста розміщена заміська резиденція монархів з родини Савойських Ступініджі.

### Бароковий центр Італії

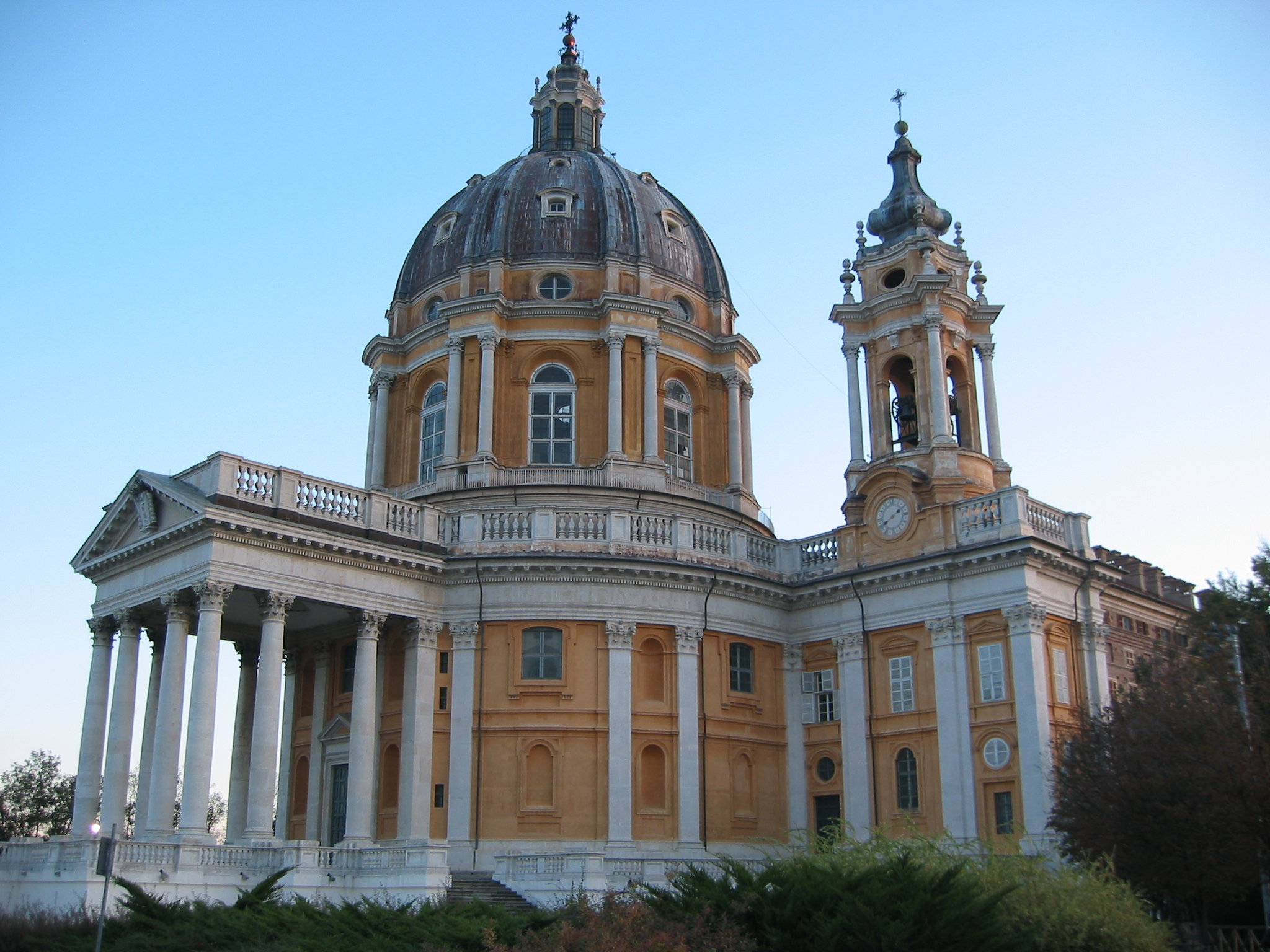
Палац Каріньяно,
арх. Гваріно Гваріні

Турин був одним з барокових центрів Італії. Саме тут працювали відомі архітектори доби бароко Гваріно Гваріні (1624—1683) та Філіппо Ювара, споруди якого все більше набували форм класицизму. Палац Каріньяно та купол каплиці Сан Синдоне Гваріні, мисливський замок Ступініджі та церква Суперга увійшли до всіх енциклопедій світу, на століття стали туристичними об'єктами.

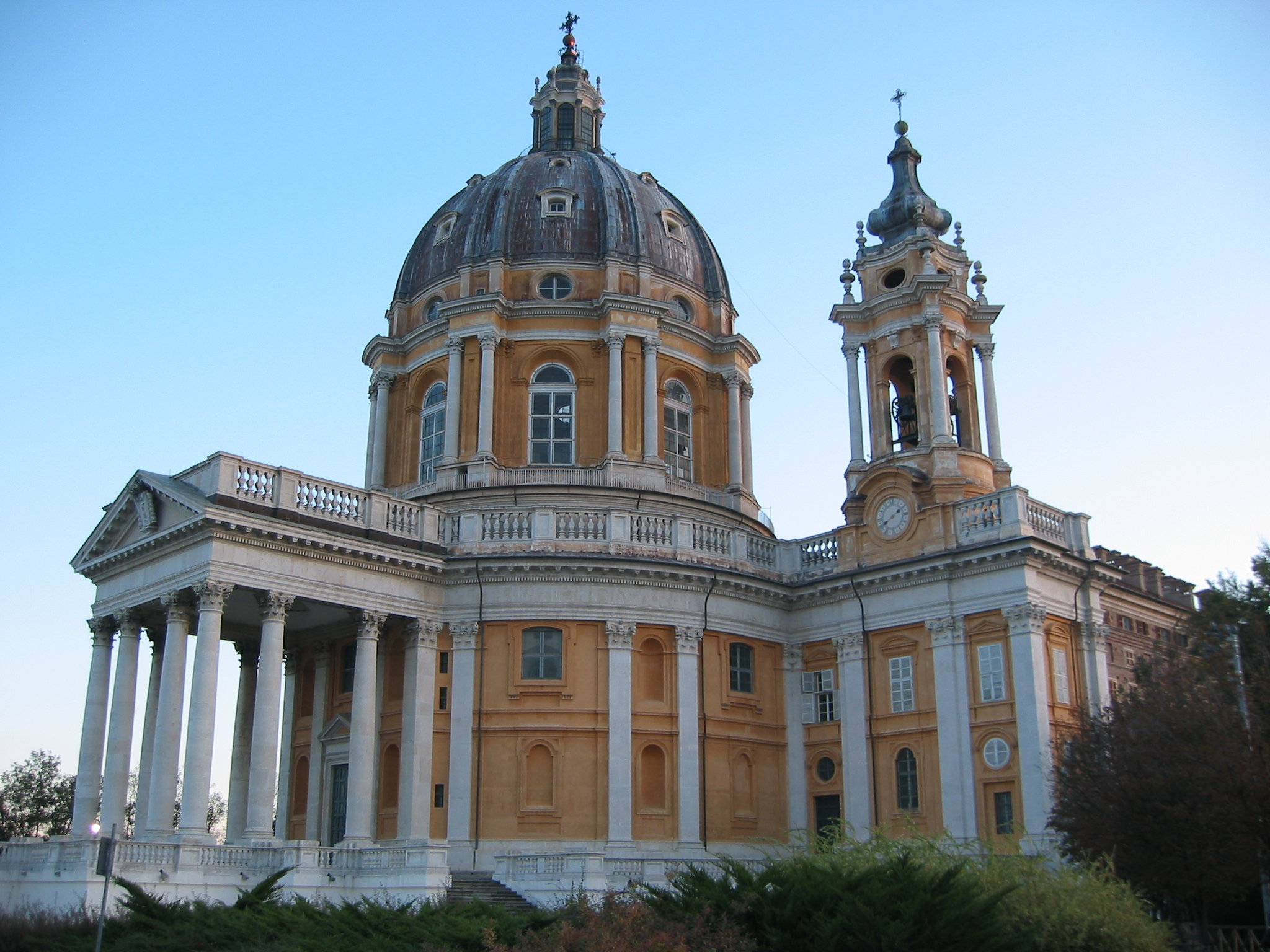
Базиліка Суперга
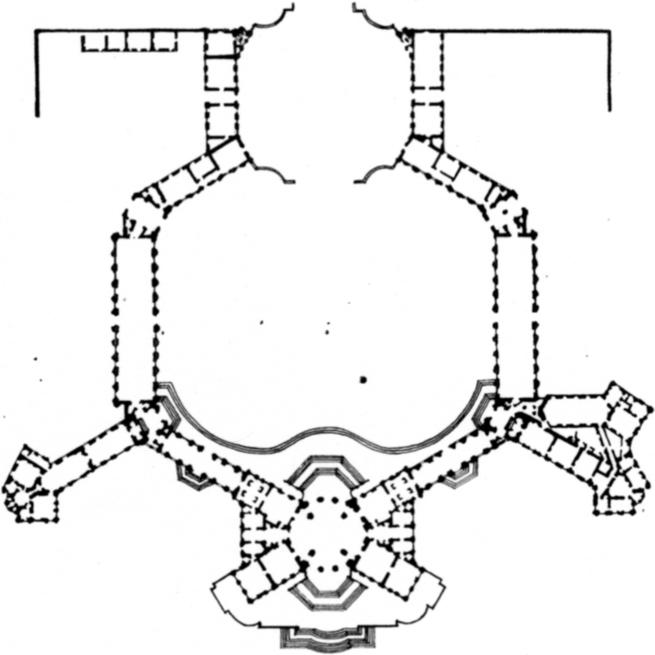
План замку Ступініджі
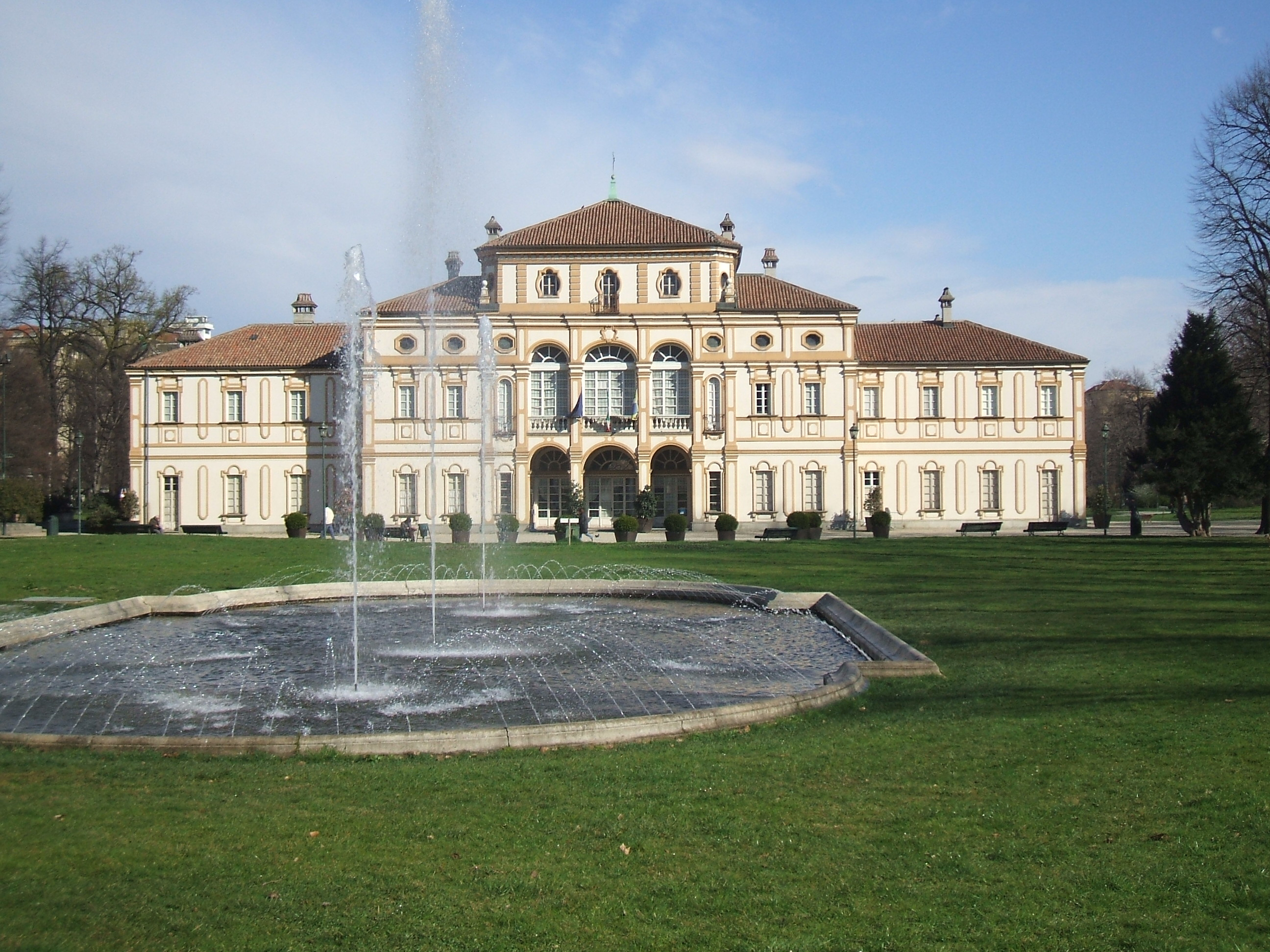
Вілла Ла Тесор'єра

### Нетривала столиця об'єднаної Італії
Турин був захоплений вояками Наполеона, що перебували тут 14 років, але «європейськість» міста лише набула масштабу. В місті зруйнували фортечні мури та продовжили будівництво, через річку По перекинули новий міст. Після відновлення монархії в місті розпланували нову площу Віктора Еммануїла І на зразок Вандомської площі в Парижі (війна з Наполеоном не перешкоджала запозичувати те, що найкраще, від нещодавніх ворогів). Королем-реформатором став Карл Альберт, що сприяв економічному піднесенню міста та надав державі нову конституцію.
Прогресивні тенденції підтримав прем'єр-міністр Камілло Кавур вже при новому королі, яким був Віктор-Еммануїл ІІ. Військо П'ємонту перемогло вояків Австрійської імперії у 1861 р. і до незалежного Сардинського королівства почали приєднуватися інші італійські князівства. Віктор-Еммануїл ІІ став королем об'єднаної Італії, а Турин оголосили його столицею. Смерть енергійного і впливового прем'єр-міністра Кавура, непрактичне розміщення столиці поблизу кордону і заздрість спричинили перенесення столиці до міста Флоренція 1864 року, а з 1871 року — до Рима.

## Палаци, замки, храми
- Палац Каріньяно
- Палац Мадама
- Палац Реале
- Палац Бенсо ді Кавур
- Палац К'яблезе
- Палац Ланчіа
- Палац Цистерна
- Палац Салуццо ді Пезана
- Палац Ванаріа Реале
- замок Ступініджі
- замок Валентино
- замок Ракконіджи
- Базиліка Суперга
- Катедральний собор
- Церква Сан Мікеле

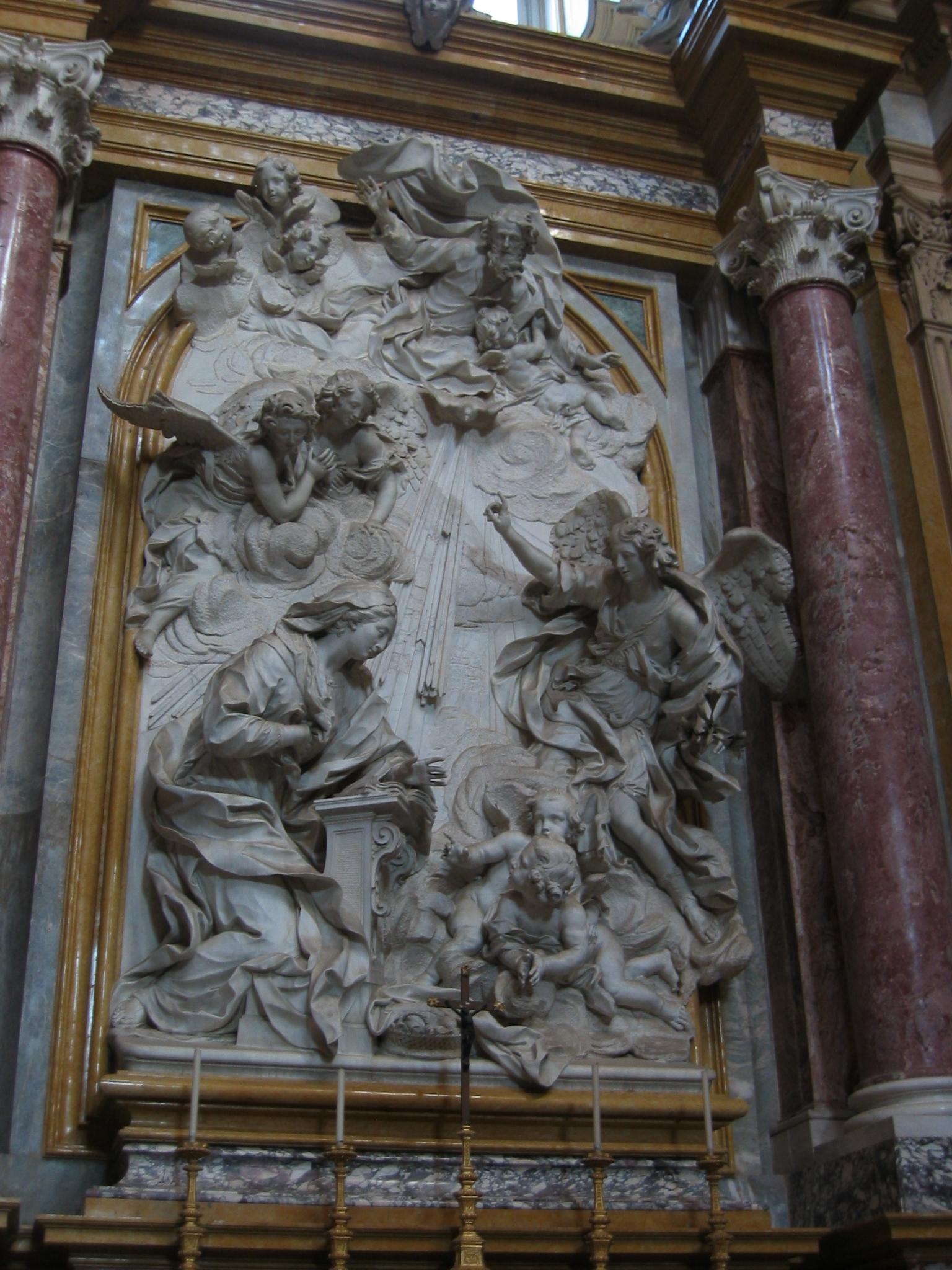
Благовіщення в церкві Суперга

- Церква деі Санті Мартірі (святих мучеників)

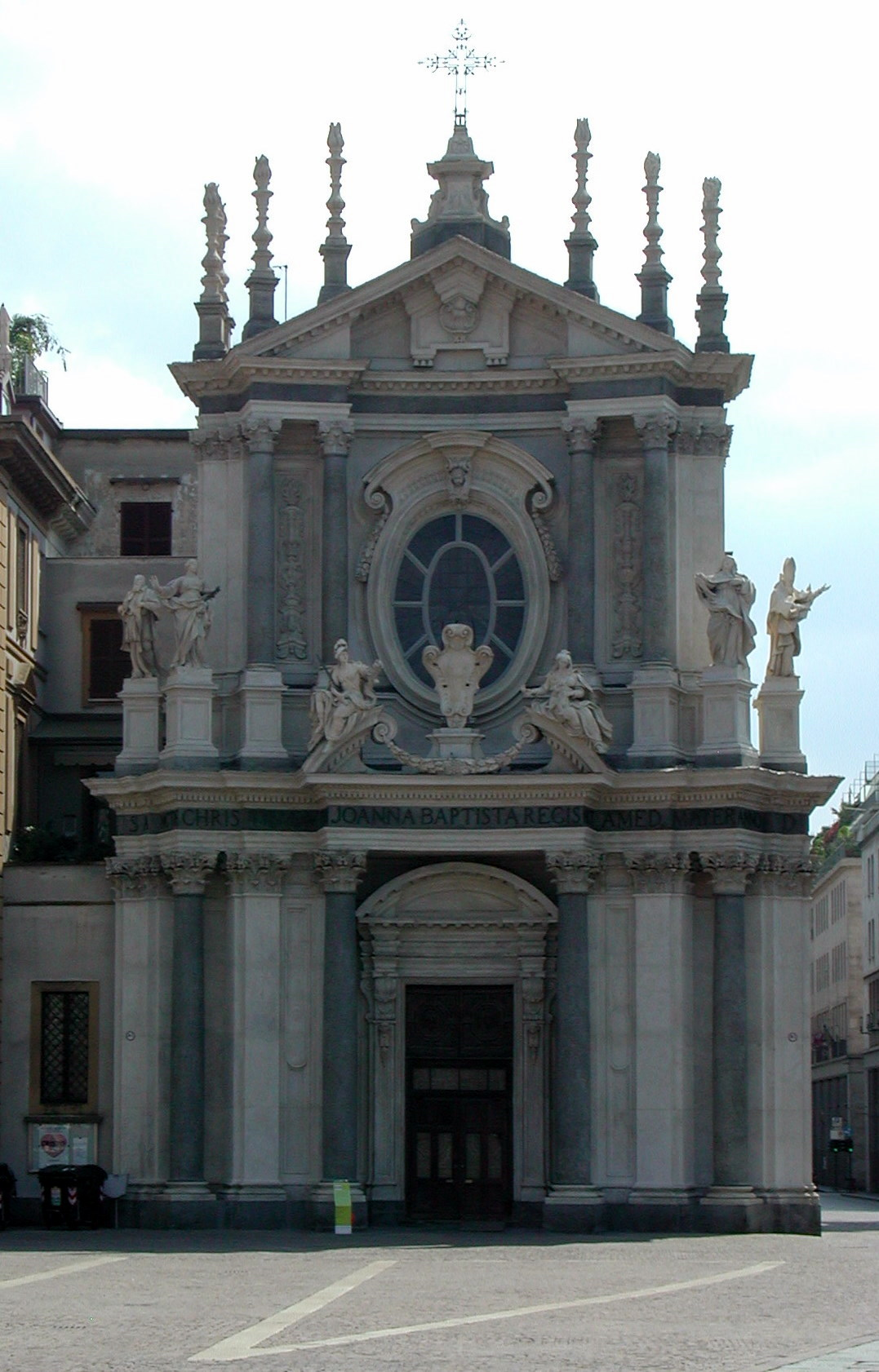
Церква ді Сан Філіппо Нері
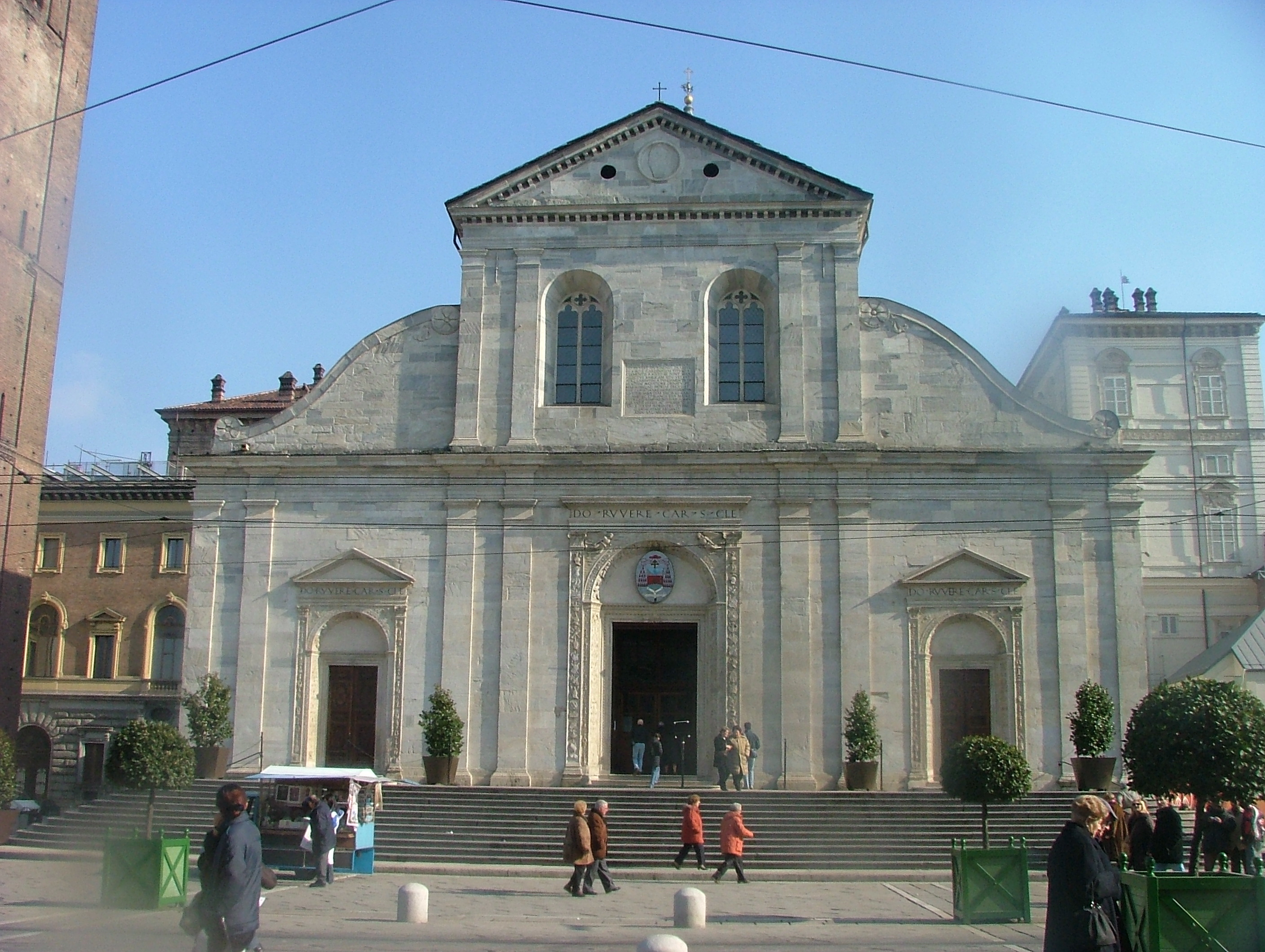
Катедральний собор
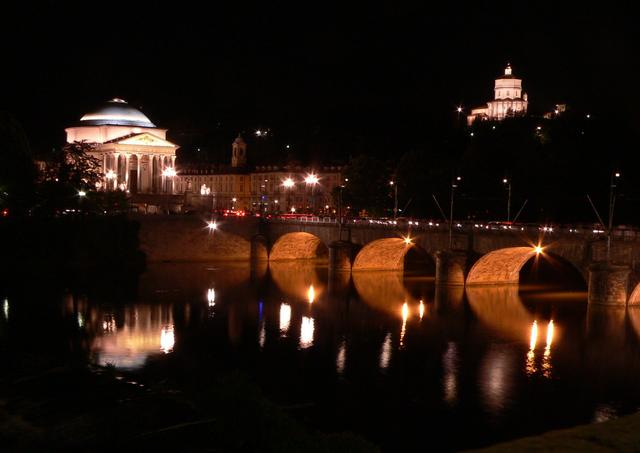
Церква Богородиці (Гран Мадре) і міст через річку ПО

- Церква ді Санта Крістіна
- Церква ді Сан Джоаккіно
- Церква Богородиці (Гран Мадре)

- Церква ді Санта Крістіна
- Катедральний собор
- Церква Богородиці (Гран Мадре) і міст через річку ПО

## Музеї і монументи

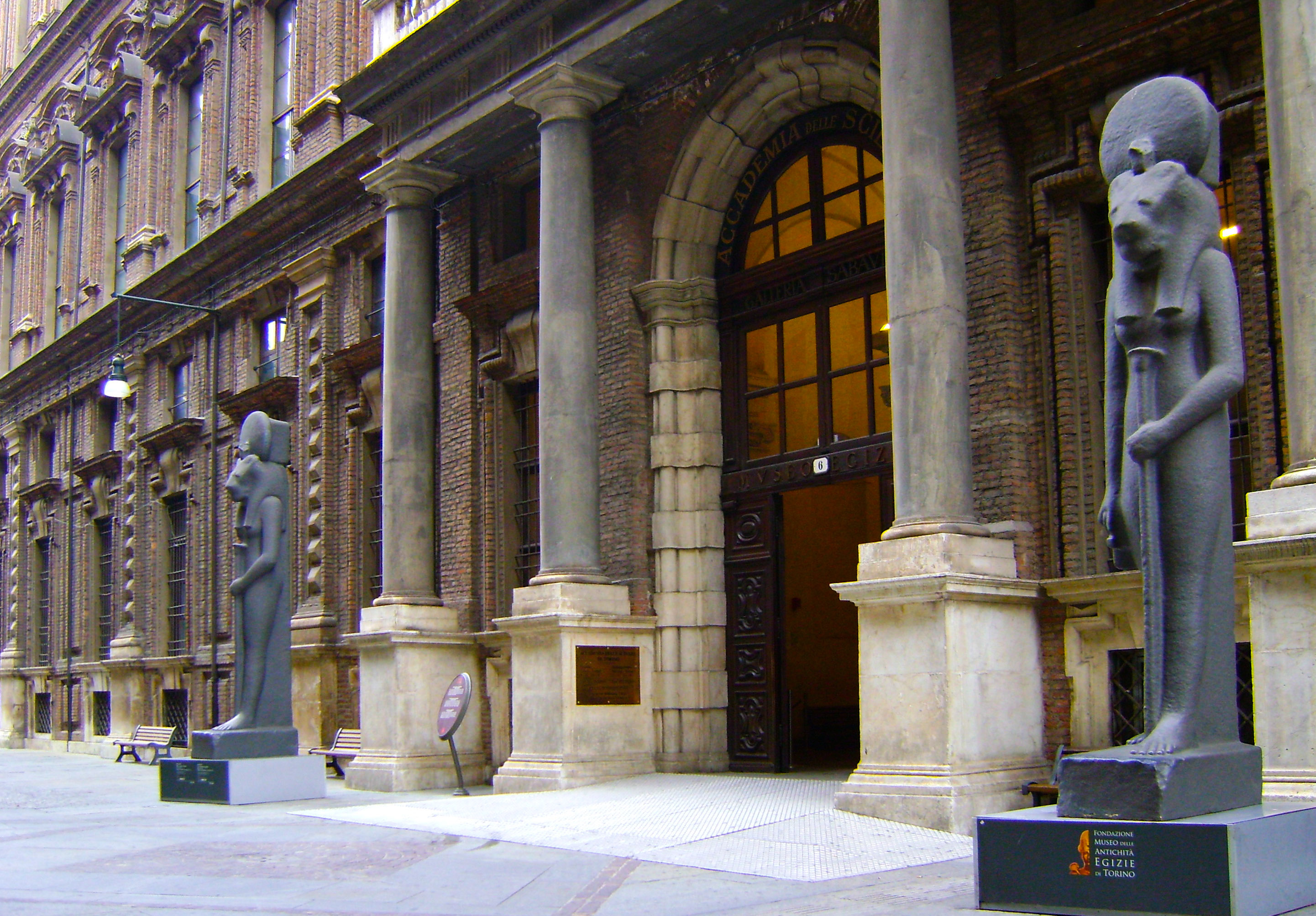
Галерея Сабауда. Окреме крило — Єгипетський музей (Турин)

- Галерея Сабауда (Савойська галерея)
- Музей Рісорджименто (у палаці Каріньяно)
- Єгипетський музей
- Музей мистецтв народів Сходу
- Музей кіно (Турин)
- Королівський Арсенал, Планетарій і астрономічний музей
- Музей автомобілів
- Музей антропології і етнографії
- Музей кримінальної антропології Чезаре Ломброзо
- Музей шоколаду
- монумент королю Віктору-Еммануїлу ІІ
- монумент Фердинандо Савойському
- монумент Алессандро Ферреро

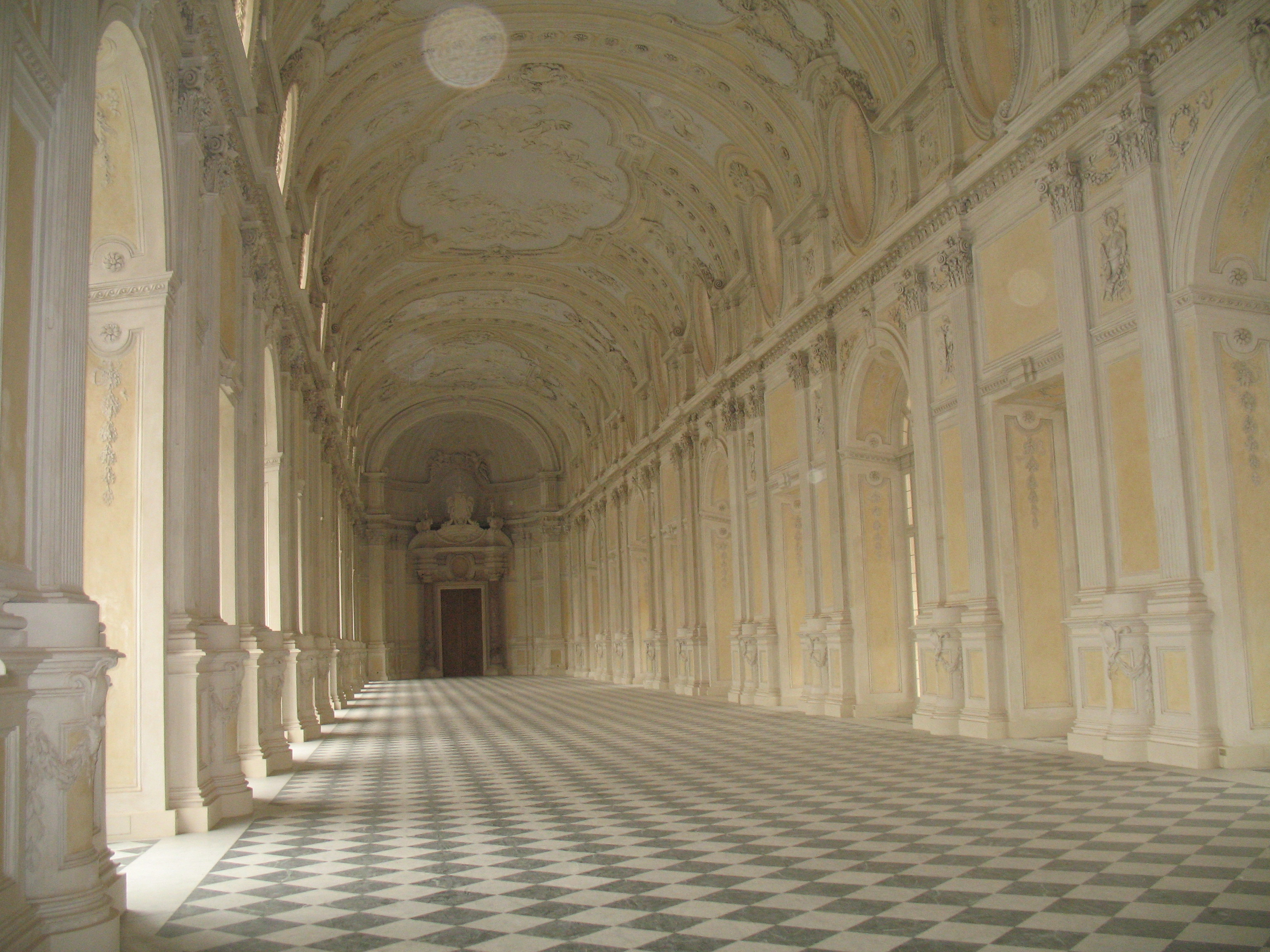
Галерея палацу Венаріа Реале
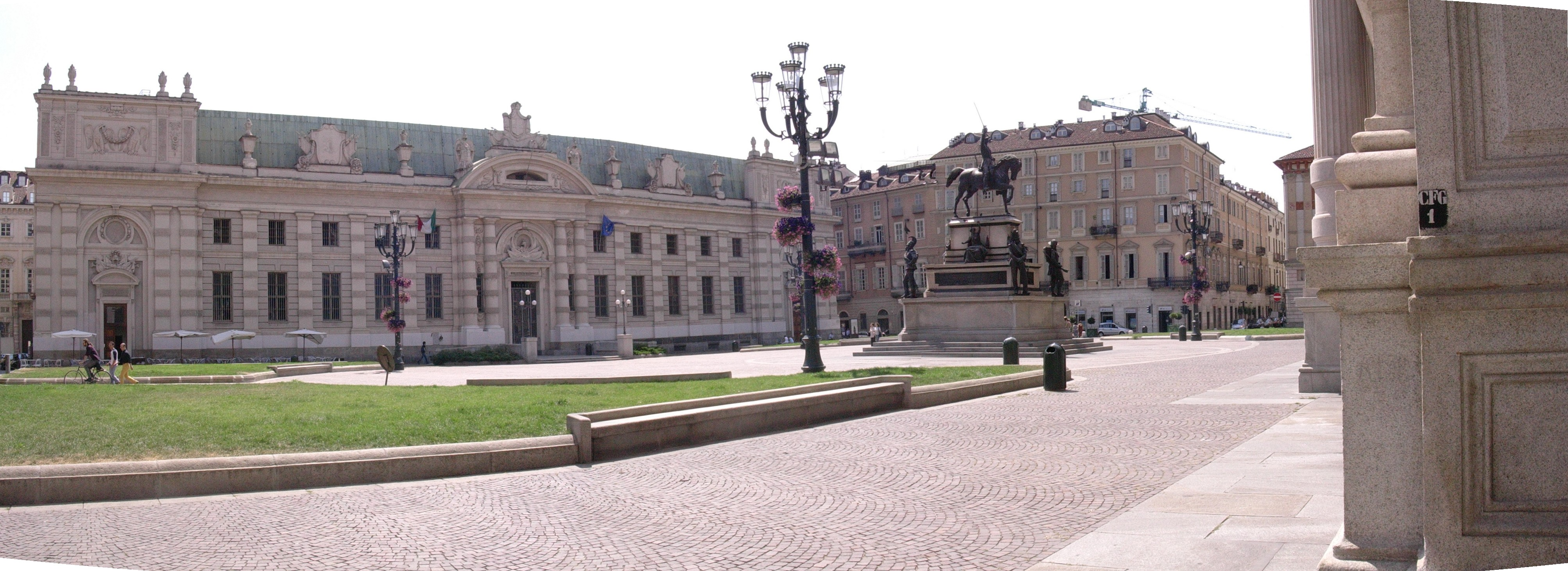
Національна бібліотека
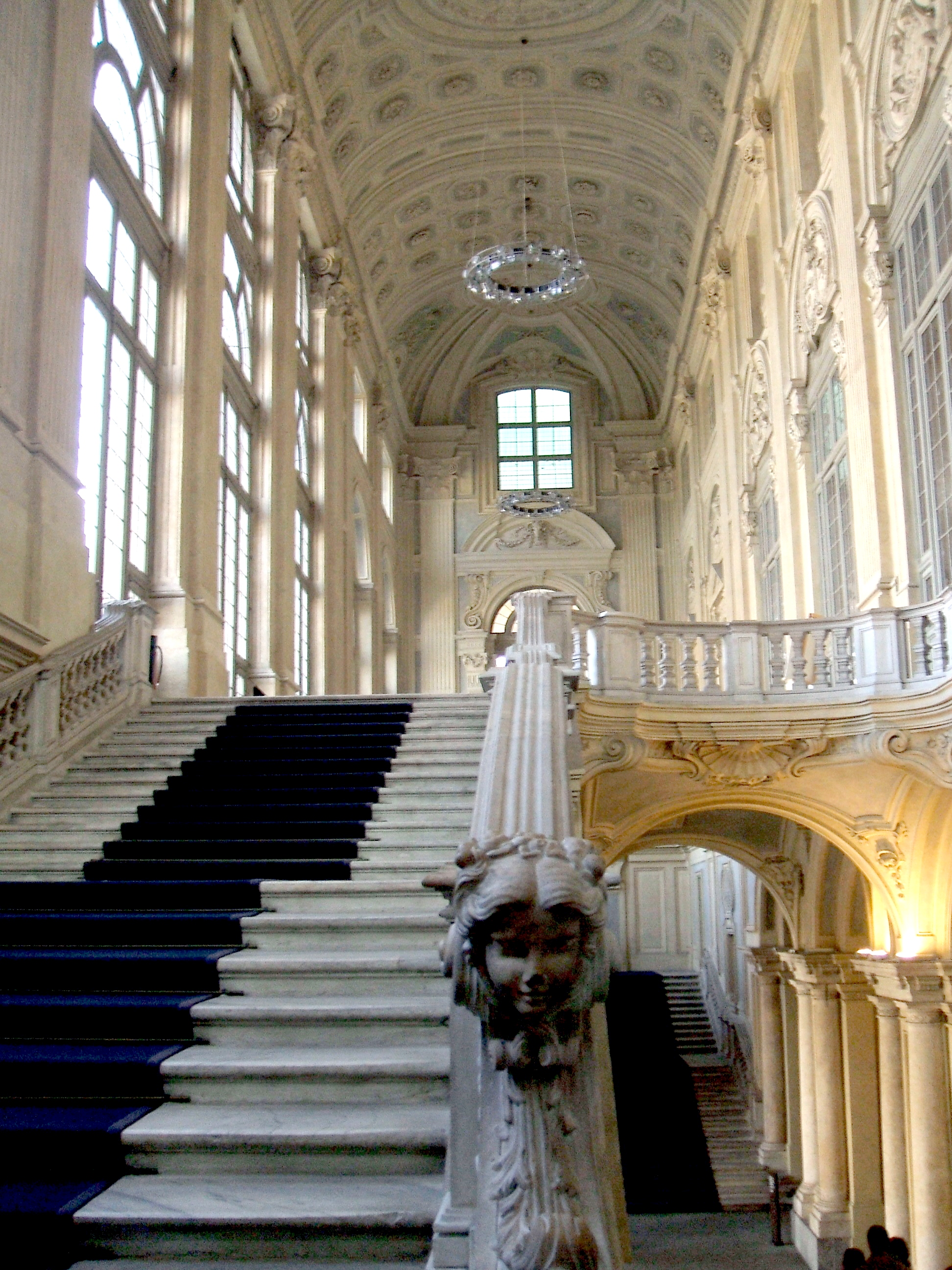
Парадні сходи в палаццо Мадама

## Бібліотеки, театри, концертні зали
- Туринська національна університетська бібліотека
- Королівська бібліотека (Турин)
- Туринська художня школа

## Географія

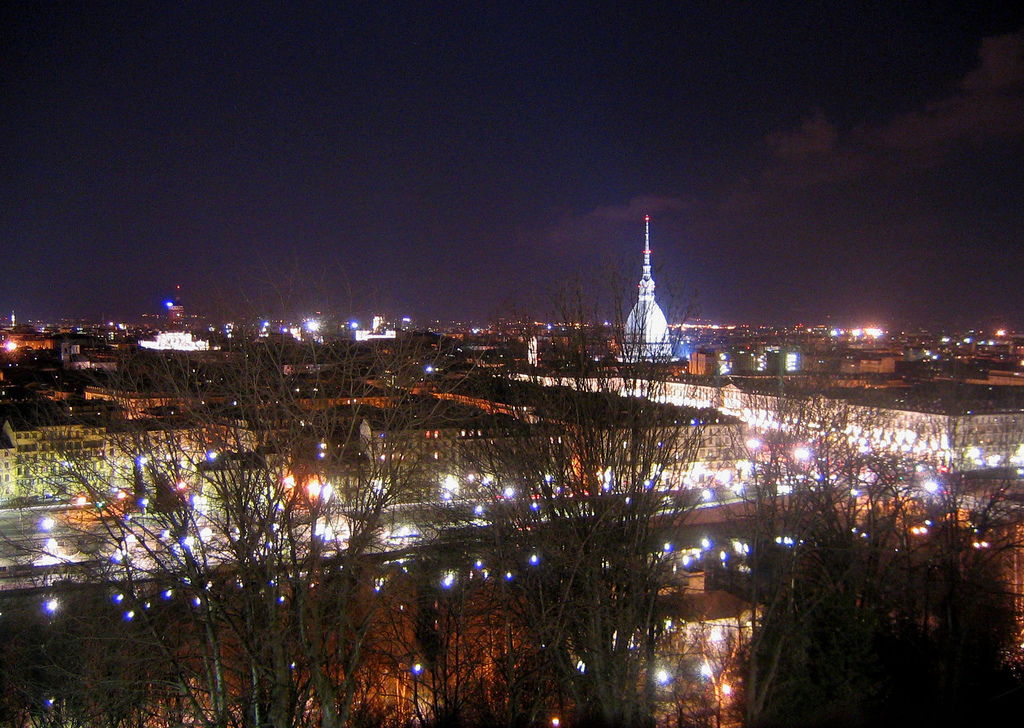
Панорама Турину і шпиль музею кіно

Турин розташований у північній частині Італії. З західного та північного боку він оточений Альпами, а зі сходу — високим пагорбом, який є продовженням пагорбів Монферрато. Через місто протікають чотири річки: По, дві її притоки Дора-Ріпарія та Стура-ді-Ланцо, а також Сангоне.

### Клімат
Через близькість до гір клімат Турина вологий, з деякими рисами континентального. Зими холодні та сухі, літо м'яке на схилах і доволі жарке в рівнинній частині. Дощить переважно весною та восени, протягом найтепліших місяців дощі випадають рідко проте інтенсивно, часто з грозами. Протягом осені та зими на рівнині спостерігаються тумани, іноді дуже густі.
| Клімат Турин                               | Клімат Турин | Клімат Турин | Клімат Турин | Клімат Турин | Клімат Турин | Клімат Турин | Клімат Турин | Клімат Турин | Клімат Турин | Клімат Турин | Клімат Турин | Клімат Турин | Клімат Турин |
| Показник                                   | Січ.         | Лют.         | Бер.         | Квіт.        | Трав.        | Черв.        | Лип.         | Серп.        | Вер.         | Жовт.        | Лист.        | Груд.        | Рік          |
| Абсолютний максимум, °C                    | 25,1         | 26,6         | 27,4         | 31,0         | 32,3         | 35,6         | 36,8         | 37,1         | 32,2         | 30,0         | 22,8         | 21,4         | 37,1         |
| Середній максимум, °C                      | 6,6          | 9,1          | 13,4         | 16,6         | 20,7         | 24,8         | 27,9         | 27,1         | 23,0         | 17,3         | 11,1         | 7,6          | 17,1         |
| Середня температура, °C                    | 2,0          | 4,3          | 8,1          | 11,1         | 15,5         | 19,4         | 22,4         | 21,8         | 17,8         | 12,4         | 6,5          | 3,1          | 12,0         |
| Середній мінімум, °C                       | −2,5         | −0,7         | 2,7          | 5,7          | 10,4         | 14,0         | 16,9         | 16,5         | 12,7         | 7,4          | 1,9          | −1,6         | 7,0          |
| Абсолютний мінімум, °C                     | −18,5        | −21,8        | −10,5        | −3,8         | −2,3         | 4,3          | 6,6          | 6,3          | 1,8          | −3,9         | −8,2         | −13,8        | −21,8        |
| Середня кількість сонячних годин на місяць | 111,6        | 118,7        | 158,1        | 180,0        | 195,3        | 219,0        | 260,4        | 223,2        | 168,0        | 142,6        | 105,0        | 108,5        | 1990,4       |
| Норма опадів, мм                           | 47.8         | 47.1         | 72.5         | 113.3        | 145.3        | 104.3        | 70.5         | 76.1         | 83.8         | 106.1        | 69.1         | 45.1         | 981.0        |
| Днів з опадами                             | 5,4          | 4,4          | 5,8          | 8,6          | 11,2         | 8,6          | 5,8          | 7,7          | 6,4          | 7,0          | 5,6          | 4,4          | 80,9         |
| Вологість повітря, %                       | 75           | 75           | 67           | 72           | 75           | 74           | 72           | 73           | 75           | 79           | 80           | 80           | 75           |
| ------------------------------------------ | ------------ | ------------ | ------------ | ------------ | ------------ | ------------ | ------------ | ------------ | ------------ | ------------ | ------------ | ------------ | ------------ |

## Демографія
Населення за роками (тис.):

У 2009 році населення Турина нараховувало близько 910 тис. осіб, значно більше, ніж за переписом 2001 року. Зростання кількості жителів здебільшого пов'язане з ростом еміграції з Південної Італії та з-за кордону. Близько 6 % населення становлять іноземці, передусім з Румунії (44 158), Марокко (22 511), Албанії (9 165), Перу (7 044), Китаю (5 483) та Молдови (3 417).
Як і в багатьох містах північної Італії, є велика частка пенсіонерів порівняно з молоддю: близько 18 % усього населення до 20 років, 22 % — старші 65 років.
Населення міської агломерації становить близько 1,7 млн осіб[джерело?], метропольний регіон нараховує до 2,2 млн жителів.
Станом на 1 січня 2023 року в муніципалітеті офіційно проживало 127 836 іноземців з 161 країни, серед них 47185 громадян країн Євросоюзу та 1077 громадян України.

## Економіка

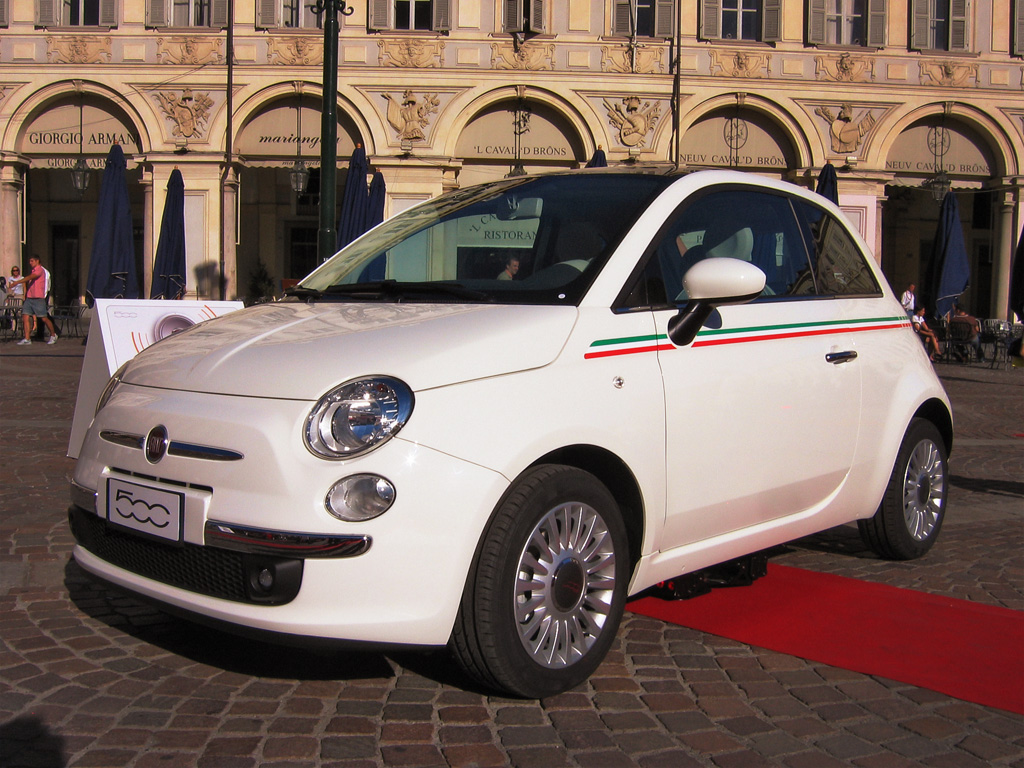
Презентація Fiat 500 у Турині

Турин є великим промисловим центром, тут розміщується головний офіс автомобілебудівної компанії ФІАТ. ВВП міста досягає 58 мільярдів доларів і це 78 місто у світі за купівельною спроможністю. Тут було збудовано Лінготто, свого часу найбільший у світі автомобільний завод, а зараз великий торгово-розважальний центр. Також у Турині розміщуються компанії Lancia, Pininfarina, Bertone, Sparco, Italdesign, Ghia, Fioravanti, Stola, Intesa Sanpaolo, Superga, Lavazza, Martini & Rossi, Kappa та шоколадна фабрика Caffarel.
Місто також відоме як центр аерокосмічної галузі (компанія Alenia Aeronautica). Модулі Міжнародної космічної станції Гармонія, Коламбус, Транквіліті, а також Купол та усі багатоцільові модулі постачання було виготовлено у Турині.
У місті також свого часу виникли деякі важливі для Італії установи: телекомунікаційна компанія Telecom Italia, телерадіокомпанія RAI, звідси почав свій розвиток італійський кінематограф. І хоча їхні головні офіси розміщені в інших італійських містах, в туринському Моле-Антонелліана досі розміщений «Національний музей кіно».

## Спорт
У місті є 2 відомі футбольні клуби: «Ювентус» і «Торіно». В Турині відбулися XX Зимові Олімпійські Ігри 2006, які відкрилися в п'ятницю 10 лютого, а закрилися в неділю 26 лютого. Турин приймав також учасників Універсіади в 1959, влітку 1970 та взимку 2007 року.

## Персоналії
- Архітектор Амедео ді Кастелламонте, автор проекту палацу Венаріа Реале
- Архітектор Гваріно Гваріні
- Архітектор Філіппо Ювара
- Карло Гольдоні, драматург
- Чезаре Ломброзо, кримінолог, науковець
- Камілло Кавур, політик середини 19 ст.
- Віктор Емануїл II, 1-й король об'єднаної Італії
- Джованні Анmєллі, один з засновників концерну ФІАТ
- Массімо Д'Азельо, італійський політичний діяч і письменник, один з ідеологів і лідерів правого крила італійського національно-визвольного і об'єднавчого руху.
- Лудовіко Ейнауді, італійський композитор класичної музики та піаніст. Творець нового напряму — неокласики в музиці.
- Раф Валлоне, американський актор італійського походження.
- Яцек Карпінський, польський винахідник і конструктор комп'ютерної техніки.
- Дефенденте Феррарі (бл. 1495-до 1540), художник доби кватроченто
- Гандольфіно да Рорето (художник працюав у 1493—1518 рр.)
- Бернардино Сісмонді (художник з П'ємонту) працював у м. Марсель, друга половина 15 ст.)
- Пітер Моріц Болкман (голландець-художник у Турині, 1640—1710)
- П'єро Франческо Гароло (1638—1716), художник, майстер архітектурних капріччі
- Бартоломе Гвідобоно (1654—1709), художник, майстер релігійного живопису
- П'єтро Доменіко Олліверо (1679—1755), художник
- Джованні Баттіста Бенаскі (1636—1688), художник, послідовник Караваджо
- Іньяцо Фассіна (1701—1769), художник, майстер релігійного живопису
- Шарль Дофін (1625/1628-1678), художник-портретист з Франції
- Даніель Зейтер (1647—1705), художник з Відня
- Джованні Мікеле Гранері (1708—1762), художник
- Гаетано Оттані (1722—1808), художник, майстер руїн
- Іньяцо Склопіс дель Борго (1727—1793), художник
- Лоренцо Пекьє (1729—1821), художник-портретист з міста Ліон в Турині
- Вітторіо Амедео Чиньяролі (1730—1800), художник, майстер руїн
- Антоніо Мікеле Рапос (1730—1819), художник, майстер натюрмортів
- Маргарита Баньї (1902—1960) — італійська актриса
- Маріо Сольдаті (1906—1999) — італійський кінорежисер, сценарист, письменник та актор
- Тулліо Пінеллі (1908—2009) — італійський драматург і сценарист
- Катерина Боратто (1915—2010) — італійська акторка
- Франко Крістальді (1924—1992) — італійський кінопродюсер
- Мілена Канонеро (* 1946) — італійська художниця по костюмах
- Флавіо Буччі (1947—2020) — італійський актор, голосовий актор та кінопродюсер.

## Сусідні муніципалітети
| - Бальдіссеро-Торинезе - Бейнаско - Боргаро-Торинезе - Колленьо - Грульяско | - Монкальєрі - Нікеліно - Орбассано - Печетто-Торинезе - Піно-Торинезе | - Риволі - Сан-Мауро-Торинезе - Сеттімо-Торинезе - Венарія-Реале |

## Цікавинки
- Саме Турин з 1861 до 1865 року був першою столицею об'єднаної Італії та 2011 року урочисто відзначали 150-річчя з дня цієї знаменної події.
- В Турині, в Кафедральному Соборі Івана Хрестителя, знаходиться релігійна святиня — Туринська плащаниця — чотириметрове полотно, в яке, за переказами, загорнули тіло Ісуса Христа після його смерті.
- Єгипетський музей, заснований 1824 року, вважають першим у світі за датою заснування і другим після Каїрського музею за важливістю експонатів.
- Саме в Турині був заснований італійський кінематограф і тут був показаний перший фільм-колос «Кабірії» (1914р).
- Моле-Антонелліана, висотою 167,5 м, була найвищою кам'яною спорудою Європи у XIX столітті.
- Загальна протяжність «портиків» (арочних галерей) Турина становить понад 18 км.
- Турин вважають магічним містом. За деякими даними, міста Турин-Ліон-Прага утворюють трикутник «білої» магії, а Турин-Лондон-Сан Франциско — трикутник «чорної» магії. Крім того, в 1556 році Нострадамус був «спеціальним» радником при дворі Савойя.
- В історичному центрі міста розміщений найбільший ринок в Європі «Порта Палаццо».
- У Турині була заснована відома телерадіокомпанія RAI і 1924 року саме в Турині вона почала своє перше радіомовлення.
- У Турині були винайдені грисині (хлібні палички, які дуже любили Наполеон і Жан-Жак Руссо), бічерин (кава, шоколад, молоко та вершки, перемішані в певній пропорції), найзнаменитіший напій у світі — вермут (у 18 столітті), tramezzino (бутерброд) і джандуйото (тип шоколадних цукерок, вироблених з пасти з шоколаду, цукру та горіхів). Крім того, в Турині та П'ємонті були засновані відомі світові марки Nutella, Ferrero Rocher, Kinder Chocolate, Tic Tac, напої Martini і Cinzano, кавова марка Lavazza, марка спортивного одягу Kappa.
- Саме в Турині 1678 року Королівський двір Савойя видав першу ліцензію на виготовлення рідкого шоколаду.
- Італійський музичний поп-гурт «Eiffel 65», відомий серед іншого своїми композиціями «Blue (Da Ba Dee)» та «Move your body», було створено саме в Турині.
- Турин справедливо вважають великим індустріальним містом: Політехнічний університет Турину (Politecnico di Torino), FIAT (найбільший машинобудівний завод в Італії) і Alenia Aeronautica (італійська авіабудівна корпорація), відомі далеко за межами Італії.
- Турин — місто, на території якого розміщений головний офіс Торгово-Промислової Палати Італії в Україні (ССІРU), за адресою вул. Августина да Монтифельтро, 2. Організація підтримує процес інтернаціоналізації підприємств України та Італії. Торгово-промислова палата Італії в Україні має акредитацію Міністерства економічного розвитку Італії. Організація зареєстрована в державному реєстрі Торгово-промислових Палат Італії, її порядковий номер — 43 в секції «Торгово-промислові палати Італії за кордоном та закордонні палати в Італії». ССІРU є складовою системи UNIONCAMERE.